# Ana Luisa Valdés
Ana Luisa Valdés (Montevideo, 8 de agosto de 1953) es una antropóloga social uruguaya exiliada en 1978 en Suecia. Residió en Estocolmo hasta 2014 cuando regresó a Uruguay. Trabaja como escritora, traductora y periodista. Asimismo, impulsa la digitalización de museos y la museografía en línea, impartiendo clases y brindado asesoramiento sobre el tema a distintas organizaciones.

## Biografía
Valdés había iniciado los preparatorios de abogacía en el Liceo Instituto Batlle y Ordóñez (IBO), cuando es detenida por integrar la organización Movimiento de Liberación Nacional-Tupamaros (MLN-T), a los 19 años. Luego de 4 años como presa política, se exilia en Suecia en 1978.
Es en Estocolmo donde comienza a desarrollar su vida profesional. Realiza la carrera de antropología social en la Universidad de Estocolmo. Es una de las fundadoras, en 1981, de la editorial Nordan, proyecto del colectivo Comunidad del Sur. En 1984 es elegida para integrar la directiva del PEN Club de Suecia y, más adelante, pasa a formar parte de la sección de la agrupación a nivel internacional, encargada de literatura y lenguas minoritarias, traducciones y derechos literarios.
Es elegida como miembro del Consejo Nacional de Cultura del Estado Sueco por dos períodos consecutivos. Como representante de Suecia, viaja a Bruselas para trabajar en el borrador del documento sobre la Internet multicultural y la democracia digital de la Unión Europea.
Es escritora de más de una decena de libros, entre los que los hay poéticos, biográficos y sobre cultura digital y democracia, entre otros temas. Como periodista, ha redactado artículos para publicaciones como Brecha y Dagens Nyheter. Desde el año 2000, realiza viajes periódicamente a la zona de Gaza para cubrir las noticias sobre el conflicto entre Palestina e Israel. Es así como en el año 2011 en Oslo, organiza el primer encuentro de intelectuales palestinos, con participación de intelectuales viviendo en los territorios y en el exilio.
Como especialista en técnicas digitales y digitalización del patrimonio, organiza cursos y seminarios para el personal de instituciones en distintas partes del mundo. También, en lo vinculado al arte, ha ejercido el rol de curadora en muestras organizadas en Cuba, Tokio, Palestina y Jordania.

## Obras
Algunas de las obras escritas por Ana Luisa Valdés son:
- 2014, Su tiempo llegará (Ediciones B).
- 1993, El navegante (Trilce en Uruguay y Tryckop en Suecia).
- 1990, El intruso (Ediciones de la Banda Oriental).
- 1988, Palabras para nadie (Ediciones de la Banda Oriental).
- 1986, Después de Alicia (Nordan).
- 1983, La guerra de los albatros (Nordan, reeditado en 1986).[5]

Algunos de sus trabajos como traductora:
- 2015, Conversaciones con el enemigo de Pierre Schori (Nordan).
- 1988, Kalocaína de Karin Boye (Nordan), en colaboración con Anahy Cabrera.[5]